# Julian Phillips
Julian Phillips (Killeen, Texas; 5 de noviembre de 2003) es un baloncestista estadounidense que pertenece a la plantilla de los Chicago Bulls de la NBA. Con 2,03 metros de estatura, juega en la posición de alero.

## Trayectoria deportiva

### Universidad
Tras participar en su época de instituto en los prestigiosos Jordan Brand Classic y McDonald's All-American, jugó una temporada con los Volunteers de la Universidad de Tennessee, en las que promedió 8,3 puntos, 4,7 rebotes y 1,4 asistencias por partido. Fue incluido en el mejor quinteto freshman de la Southeastern Conference.
Después de la temporada, se declaró elegible para el draft de la NBA manteniendo su elegibilidad. Después de participar en el Draft Combine de la NBA y recibir comentarios positivos, decidió permanecer en el draft.

#### Estadísticas
| Año     | Equipo    | PJ | PT | MPP  | %TC  | %3P  | %TL  | RPP | APP | ROB | TPP | PPP |
| ------- | --------- | -- | -- | ---- | ---- | ---- | ---- | --- | --- | --- | --- | --- |
| 2022–23 | Tennessee | 32 | 25 | 24.1 | .411 | .239 | .822 | 4.7 | 1.4 | .6  | .5  | 8.3 |

### Profesional
Fue elegido en la trigesimoquinta posición del Draft de la NBA de 2023 por los Boston Celtics, pero fue traspasado a Chicago Bulls vía Washington Wizards.

## Estadísticas de su carrera en la NBA

### Temporada regular
| Año     | Equipo  | PJ  | PT | MPP  | %TC  | %3P  | %TL  | RPP | APP | ROB | TPP | PPP |
| ------- | ------- | --- | -- | ---- | ---- | ---- | ---- | --- | --- | --- | --- | --- |
| 2023-24 | Chicago | 40  | 0  | 8.1  | .416 | .316 | .684 | .9  | .3  | .2  | .2  | 2.2 |
| 2024-25 | Chicago | 79  | 5  | 14.2 | .446 | .327 | .789 | 2.1 | .5  | .5  | .3  | 4.6 |
| Total   | Total   | 119 | 5  | 12.2 | .440 | .325 | .768 | 1.7 | .4  | .4  | .2  | 3.8 |